# Антонин (протектор)
Антони́н (лат. Antoninus; IV век) — римский чиновник середины IV века, перешедший на сторону Сасанидов во время римско-персидских войн.

## Биография
Антонин был богатым купцом, затем чиновник по счетной части при дуксе Месопотамии. Затем попал в «долговую яму» по вине корыстолюбивых людей и выбраться оттуда не было возможности из-за коррумпированных судей, покрывавших влиятельных персон. Перестав защищаться в суде, он признал себя должником. Это вынуждает его заняться шпионажем (пока он лишь собирает сведения). Он составил точные записи стратегически важных сведений. В это время он находился в должности протектора-доместика. Когда подошел срок уплачивать долг (359 год), Антонин решает бежать вместе с семьей к персам. Чтобы не вызвать подозрений, он приобрел недорогое имение в Гиаспиде у реки Тигр (как раз на границе с персами). Через друзей, которые переплывали Тигр, он вел переговоры со знакомым Антонину ранее командующими пограничными войсками персов Тамсапором, о предоставлении ему убежища в обмен на стратегические сведения. Тамсапор послал за ним отряд и Антонин на лодках взял с собой семью и имущество и переправился к персам.
«Антонин разместил на лодках все, что было ему дорого, и в начале ночи переправился на другой берег, уподобившись древнему Зопиру, предателю Вавилона, только в обратном смысле.»
Антонин был радушно принять персидским царем Шапуром II. Ему были даны определенные привилегии: право носить тиару, право на участие в царском столе, право голоса на совещаниях. Антонин стал подговаривать царя к началу вторжения в Месопотамию, угождая его тщеславию, он утверждал, что персы гораздо могущественнее, нежели Рим, раздираемый противоречиями и атакуемый извне. Антонин участвовал в походе персов в Месопотамию, где, пользуясь знанием местности и расположения римских войск, давал советы, касающиеся стратегии. После осады Амиды личность Антонина выпадает из повествования, позднее он упоминается в связи с появлением нового предателя — Краугазия.
Считается, что Антонин упомянут в одной из речей Либания под именем Демарата:
«А Демарат, — да погибнет он злою смертью, который, восхваляя им [персам] блага нашей страны и обещав зимою предать им город, будто улов в верше, переменив политику, отпускал речи в духе Полидаманта, какие последний произносил с появлением Ахилла.»

## Характеристика личности по Аммиану Марцеллину
Аммиан Марцеллин, считая его предателем, не демонизирует Антонина. В частности, до предательства он характеризует его довольно хорошо:
«опытный и умный человек, пользовавшийся большой известностью повсеместно в тех областях.»

Историк воздерживается от резких личностных оценок.
«и он не при помощи шестов и канатов, как говорится, то есть не какими-нибудь обходными путями, а на всех парусах понесся против своего отечества и стал разжигать царя.»
По свидетельству, историка, Антонин был знаком с восточными обычаями и на пирах сохранял трезвость, подговаривая «подвыпивших», владел латинским и греческим языками.
«Выросший в условиях тех стран, знакомый со всеми тамошними обычаями, он умел привлечь к себе внимание слушателей и зачаровывал их так, что они — мало сказать, хвалили его, но наподобие гомеровских феаков, в молчании ему дивились.»
«Такие речи вел этот изменник, оставаясь сам трезвым на пирах, где у персов, как у древних греков, велись совещания о военных приготовлениях и других серьёзных предметах.»

Подчеркивая его важное значение для персов он сравнивает его с предателем Вавилона Зопиром, который был особо чтим персами.

## Антонин и Урзицин
Аммиан Марцеллин так описывает эпизод встречи Антонина и ранее находившимся с ним в хороших отношениях комита Урсицина:
«Обе стороны надвигались друг на друга, и Антонин выступал впереди строя. Его узнал Урзицин и громко обругал, называя предателем и негодяем. Тот снял тиару, которую, как знак отличия, носил на голове, сошел с коня и, склонившись всем телом и почти коснувшись лицом земли, приветствовал Урзицина, называя его патроном и владыкой, и держа руки за спиной, что у ассирийцев является жестом просителя, сказал: „Прости, блистательный комит! Крайность, а не собственная воля привела меня к тому, что я сам признаю преступным. Несправедливые кредиторы меня погубили, как ты сам знаешь. Ведь и ты сам, со своим высоким положением, заступавшийся за меня в моей нужде, не смог положить предела их корыстолюбию“.»